# Jean-Claude Baudet
Pour les personnes ayant le même patronyme, voir Baudet.
Jean-Claude Baudet[source insuffisante], est un botaniste, philosophe, écrivain et poète belge né à Bruxelles le 31 mai 1944 et mort à Laeken le 18 juillet 2021.

## Biographie
Après une double formation en chimie et en philosophie, Jean C. Baudet enseigne l'histoire des sciences et la philosophie au Congo ex-belge (de 1966 à 1968) puis au Burundi (de 1968 à 1973). Tout en poursuivant son enseignement, il étudie la biologie à l'Université de Bujumbura. De 1973 à 1978, il est chercheur en biologie, à la Faculté agronomique de Gembloux et à l'Université Paris-VI[source secondaire souhaitée]. En 1978, il revient à la philosophie et fonde à Bruxelles la revue Technologia, consacrée à l'histoire des sciences, des techniques et de l'industrie. Depuis 1996, Jean-Claude Baudet est membre de la rédaction de la Revue Générale (Bruxelles).[réf. souhaitée]

## Œuvre
En tant que biologiste, J.-C. Baudet a surtout travaillé sur la taxonomie, la chimiotaxonomie et la génétique de la tribu botanique des Phaseoleae. On lui doit la découverte des « ancêtres » des haricots, notamment Phaseolus lunatus L. var. silvester Baudet[source secondaire souhaitée]. Il a également étudié les graminées vivrières (céréales)[source secondaire souhaitée].
En tant que philosophe, J.-C. Baudet étudie le problème de la connaissance selon l'approche de l'épistémologie historique (à ne pas confondre avec l'épistémologie génétique de Jean Piaget). Il a spécialement mis en évidence le lien entre science et technique dans la constitution des savoirs[source secondaire souhaitée]. Son "analyse des discours" distingue quatre périodes : les discours de plaisir (poésie), de souffrance (mythes), d'ordre (idéologies et droit), et les discours contre les discours, c'est-à-dire la philosophie et la science. Il a développé les concepts d'éditologie et de « science-technique-industrie » (STI)[source secondaire souhaitée].

## Publications

### Ouvrages
- Les céréales mineures, ACCT, Paris, 1981.
- Les ingénieurs belges, APPS, Bruxelles, 1986.
- Introduction à l'histoire des ingénieurs, APPS, Bruxelles, 1987.
- Nouvel abrégé d'histoire des mathématiques, Vuibert, Paris, 2002.
- De l'outil à la machine, Vuibert, Paris, 2003.
- De la machine au système, Vuibert, Paris, 2004.
- Penser la matière : une histoire des chimistes et de la chimie, Paris, Vuibert, 2004, 389 p. (ISBN 2-7117-5340-9).
- Mathématique et vérité. Une philosophie du nombre, L'Harmattan, Paris, 2005.
- Le signe de l'humain. Une philosophie de la technique, L'Harmattan, Paris, 2005.
- Penser le vivant. Une histoire de la médecine et de la biologie, Vuibert, Paris, 2005.
- Une philosophie de la poésie. Entre poème et théorème, L'Harmattan, Paris, 2006.
- Penser le monde. Une histoire de la physique, Vuibert, Paris, 2006.
- La vie expliquée par la chimie, Vuibert, Paris, 2006.
- Histoire des sciences et de l'industrie en Belgique, Jourdan, Bruxelles, 2007.
- Expliquer l'Univers, Vuibert, Paris, 2008.
- A la découverte des éléments de la matière, Vuibert, Paris, 2009.
- Curieuses histoires de la science. Quand les chercheurs se trompent, Jourdan, Bruxelles, 2010.
- À quoi pensent les Belges? - Du prince de Ligne à Amélie Nothomb, qui sont nos intellectuels? ; Bruxelles (Jourdan Éditions), 2010.  (ISBN 978-2-87466-154-9)
- Curieuses histoires des dames de la science, Jourdan, Bruxelles, 2010.  (ISBN 978-2-8746-6157-0)
- Curieuses histoires de la pensée. Quand l'homme inventait les religions, Jourdan, Bruxelles, 2011.
- Curieuses histoires des inventions, Jourdan, Bruxelles, 2011.
- Curieuses histoires des entreprises, Jourdan, Bruxelles, 2012.
- Les grands destins qui ont changé le monde, Jourdan, Bruxelles, 2012.
- Histoire de la pensée de l'an Un à l'an Mil, Jourdan, Bruxelles, 2013.
- La vie des grands philosophes, Jourdan, Bruxelles, 2013.
- Histoire de la cuisine. Une philosophie du goût, Jourdan, Bruxelles, 2013.
- Les agitateurs d'idées en France, La Boîte à Pandore, Paris, 2014.
- Histoire des mathématiques, Vuibert, Paris, 2014.
- Les plus grands Belges, La Boîte à Pandore, Paris, 2014.
- Les plus grands ingénieurs belges, La Boîte à Pandore, Paris, 2014.
- Les plus grandes erreurs de la science, La Boîte à Pandore, Paris, 2014.
- Les plus grandes femmes de la science, La Boîte à Pandore, Paris, 2014.
- Histoire de la physique, Vuibert, Paris, 2015.
- Les plus grandes controverses de l'histoire de la science, La Boîte à Pandore, Paris, 2015  (ISBN 9782875571632).
- Les plus grandes inventions, La Boîte à Pandore, Paris, 2015.
- Les plus grandes entreprises, La Boîte à Pandore, Paris, 2015.
- Les plus grandes dates de la science, La Boîte à Pandore, Paris, 2016.
- Histoire des techniques, Vuibert, Paris, 2016.
- Les plus grandes dates de la philosophie, La Boîte à Pandore, Paris, 2016.
- Histoire de la chimie, De Boeck, Louvain-la-Neuve, 2017.

### Autres publications
- Bibliographie complète sur le site de Jean C. Baudet.